# ألبين كارلسون
ألبين كارلسون (بالسويدية: Albin Carlson)‏ هو لاعب هوكي الجليد سويدي، ولد في 15 مارس 1994 في Finspång ‏ في السويد.

## وصلات خارجية
- ألبين كارلسون على موقع EliteProspects.com (الإنجليزية)
- ألبين كارلسون على موقع HockeyDB.com (الإنجليزية)